# Ulíaris (guarda-costas)
Ulíaris (em grego: Ουλίαρις; romaniz.: Oulíaris) foi um oficial bizantino de provável origem germânica do século VI, ativo durante o reinado do imperador Justiniano (r. 527–565). Segundo análise de Schönfeld, seu nome germânico era Viliarit. Procópio descreveu-o como um homem forte, bravo e espirituoso, mas que carecia de seriedade e era muito afeiçoado à bebedeira e folia.

## Vida
Em 533, foi um dos guarda-costas (doríforo) de Belisário. Em setembro, durante a campanha na África, esteve no comando de 800 upapistas de Belisário não muito longe do décimo marco quando os federados, fugindo do rei Gelimero (r. 530–534), apareceram esperando que ficasse e lutasse. Ele desaparece do relato de Procópio de Cesareia pelos anos seguintes, porém é possível que tenha servido sob algum dos comandantes ativos no período.
No verão de 538, estava na Itália e foi enviado com Herodiano e Narses e um grande exército sob o comando geral de Ildígero por mar para aliviar Arímino. No final de 538, foi enviado com Martinho para ajudar Mediolano, então sitiada pelos godos. Após a queda de Mediolano na primavera de 539, Ulíaris e Martinho retornaram para Roma. Ulíaris foi aparentemente considerado o maior culpado pelo desastre, pois Belisário recusou-se a inclusive a admiti-lo em sua presença.